# Gaspare Traversi

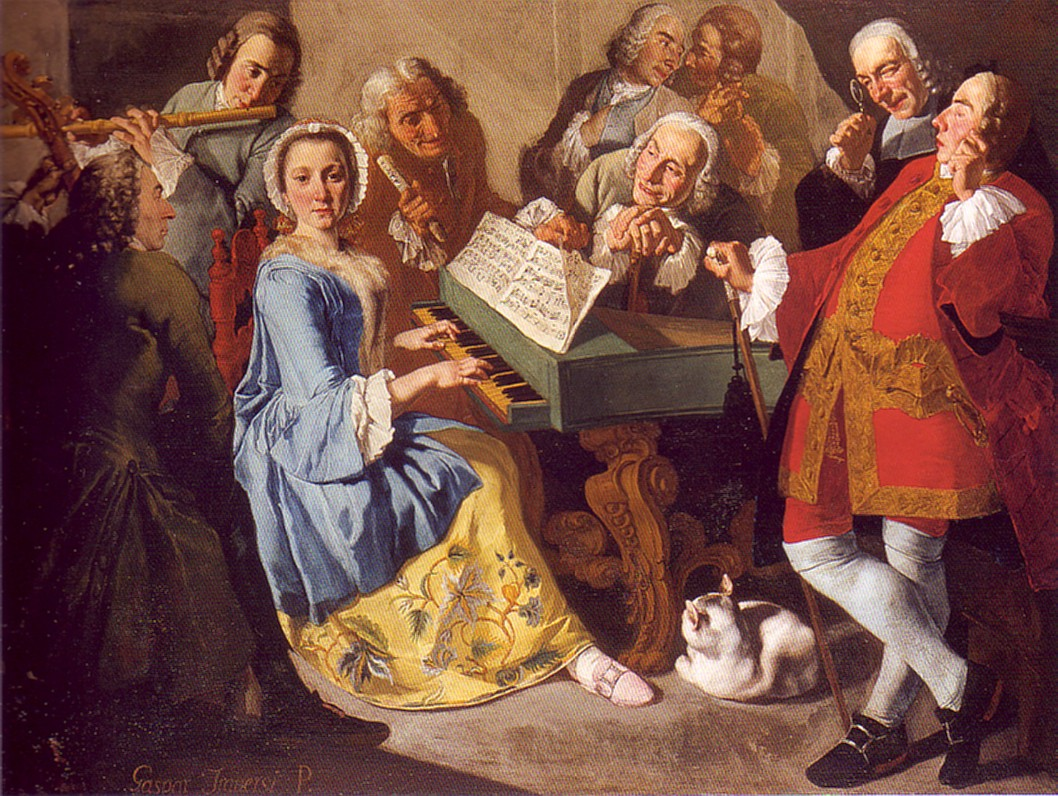
Gaspare Traversi, Koncert a voce sola

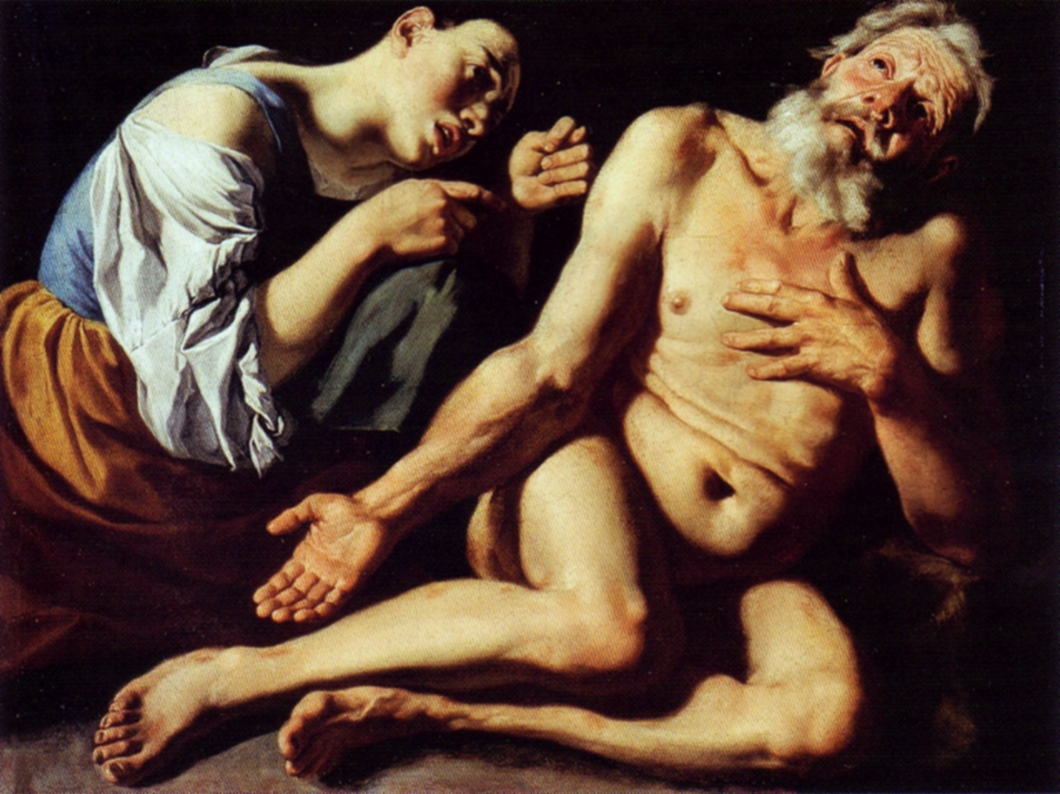
Gaspare Traversi, Hiob wyszydzany przez żonę

Gaspare Traversi (ur. na przełomie lat 1722-1723 w Neapolu, zm. 1 listopada 1770 w Rzymie na Zatybrzu) – malarz włoski szkoły neapolitańskiej epoki rokoka. Zajmował się głównie malarstwem rodzajowym. 
Jego biografia wykazuje liczne luki. Wiadomo tylko, że był uczniem malarza neapolitańskiego Francesco Solimena i że malował w stylu Caravaggia. W roku 1752 przybył Traversi do Rzymu i zamieszkał na Zatybrzu do końca życia.
13 lutego 1759 pojął Gaspare Traversi w bazylice Santa Maria in Trastevere za żonę młodszą o dwa lata Rosę Orlandi. 
Traversi korzystał głównie z opieki tylko jednego mecenasa - Fra Raffaello Rossi da Lugagnano, wikariusza generalnego zakonu OO. Franciszkanów. Wykonał dla niego wiele obrazów treści religijnej, w tym cykl obrazów 1753 dla klasztoru franciszkańskiego w Piacenzy. Po śmierci mecenasa w 1760 malarz popadł w kłopoty materialne. Zmarł w swoim domu na Zatybrzu i został pochowany w bazylice Santa Maria. 
Wkrótce po śmierci został zapomniany. Dopiero w latach dwudziestych XX wieku odkrył go na nowo włoski historyk sztuki Roberto Longhi. W 2003 odbyła się wystawa monograficzna jego prac, urządzona staraniem muzeów w Neapolu i Stuttgarcie.
Obecnie przypisuje się malarzowi około 200 prac, w tym tylko 18 sygnowanych. 
Do nich należy 50 obrazów treści religijnej, 50 portretów i 100 scen rodzajowych. Wiele z tych dzieł przypisywano poprzednio innym malarzom.
Szczególną uwagę zwracają krytycy sztuki na obrazy rodzajowe, w których przejawia się często wpływ epoki Oświecenia. Natchnieniem dla malarza stało się życie codzienne, rozgrywające się na uliczkach Neapolu.
Traversi był też cenionym portrecistą, szczególnie osób duchownych. Jego obrazy treści religijnej odznaczają się niekonwencjonalnym sposobem przedstawienia akcji. W warszawskim Muzeum Narodowym znajduje się obraz Traversiego Hiob wyszydzany przez żonę.

## Dzieła artysty
- Autoportret -  olej na płótnie 58 x 47 cm.
- Hiob wyszydzany przez żonę -   olej na płótnie 84 x 102 cm. Muzeum Narodowe w Warszawie
- Koncert  - ok. 1756, olej na płótnie 135 x 102 cm, Museo di Capodimonte Neapol
- Koncert a voce sola -  1760, olej na płótnie 152 x 204 cm. Staatsgalerie Stuttgart
- Operacja -  1753–1754, olej na płótnie 77,5 x 103,5 cm. Staatsgalerie Stuttgart
- Portret Fra Raffaello Rossi -  1750, olej na płótnie 38 x 26 cm.
- Salome z głową św. Jana Chrzciciela -  1760, olej na płótnie 160 x 124,5 cm. Staatsgalerie Stuttgart
- Zamordowanie Amnona podczas uczty Absalona -  1752, olej na płótnie 148 x 205 cm.

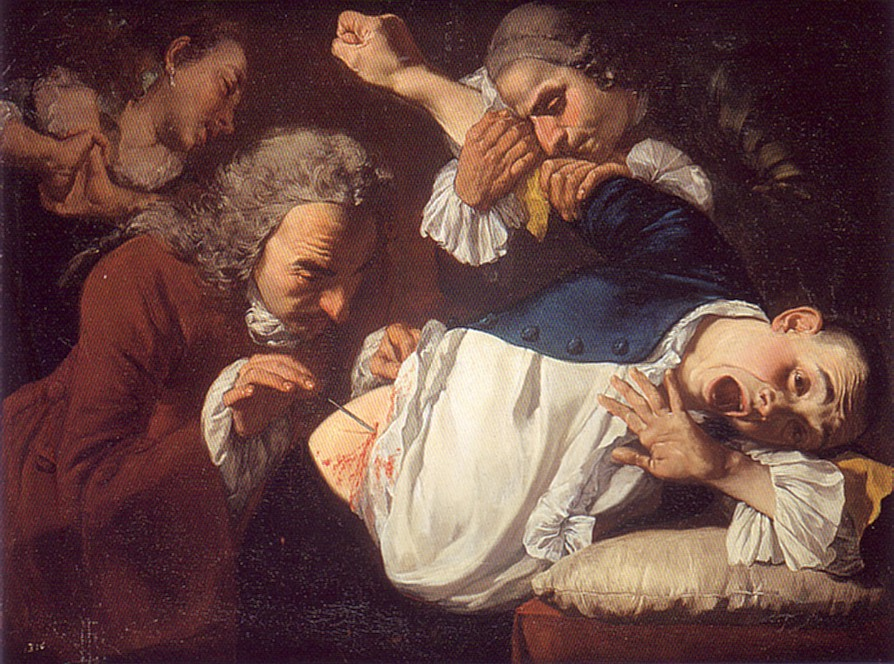
Gaspare Traversi Operacja
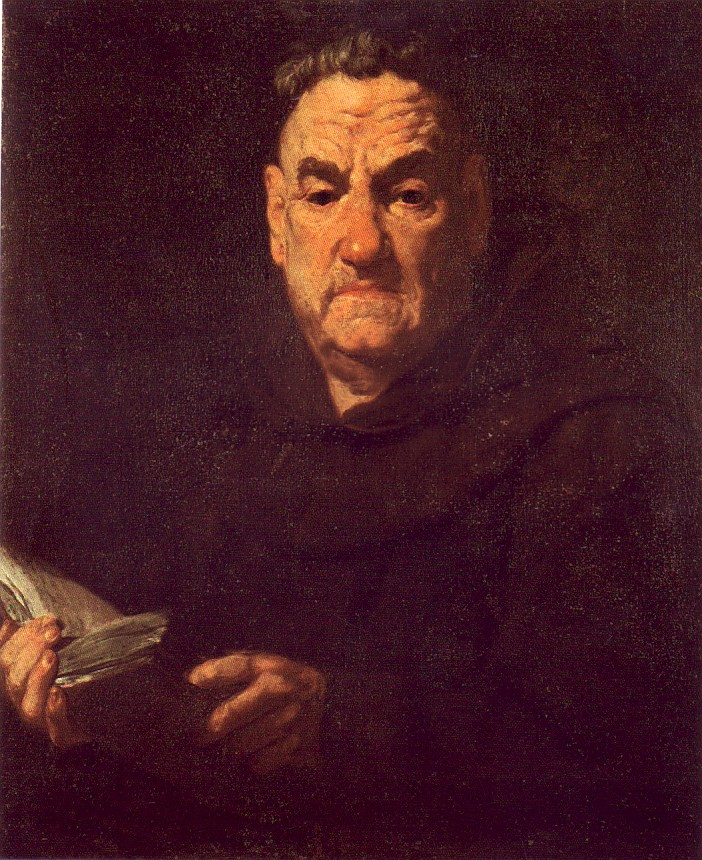
Portret Fra Raffaello Rossi
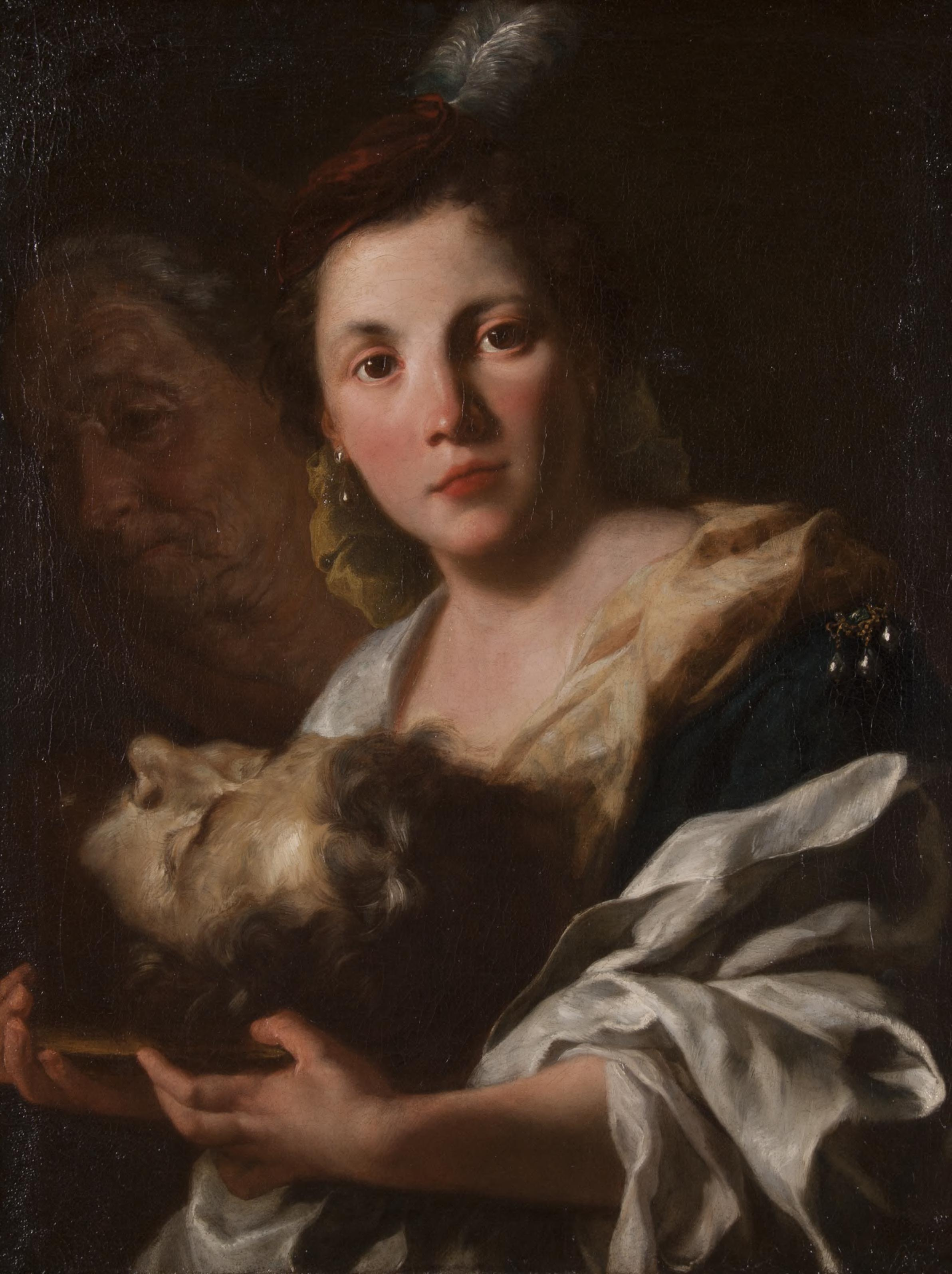
Salome z głową św. Jana Chrzciciela
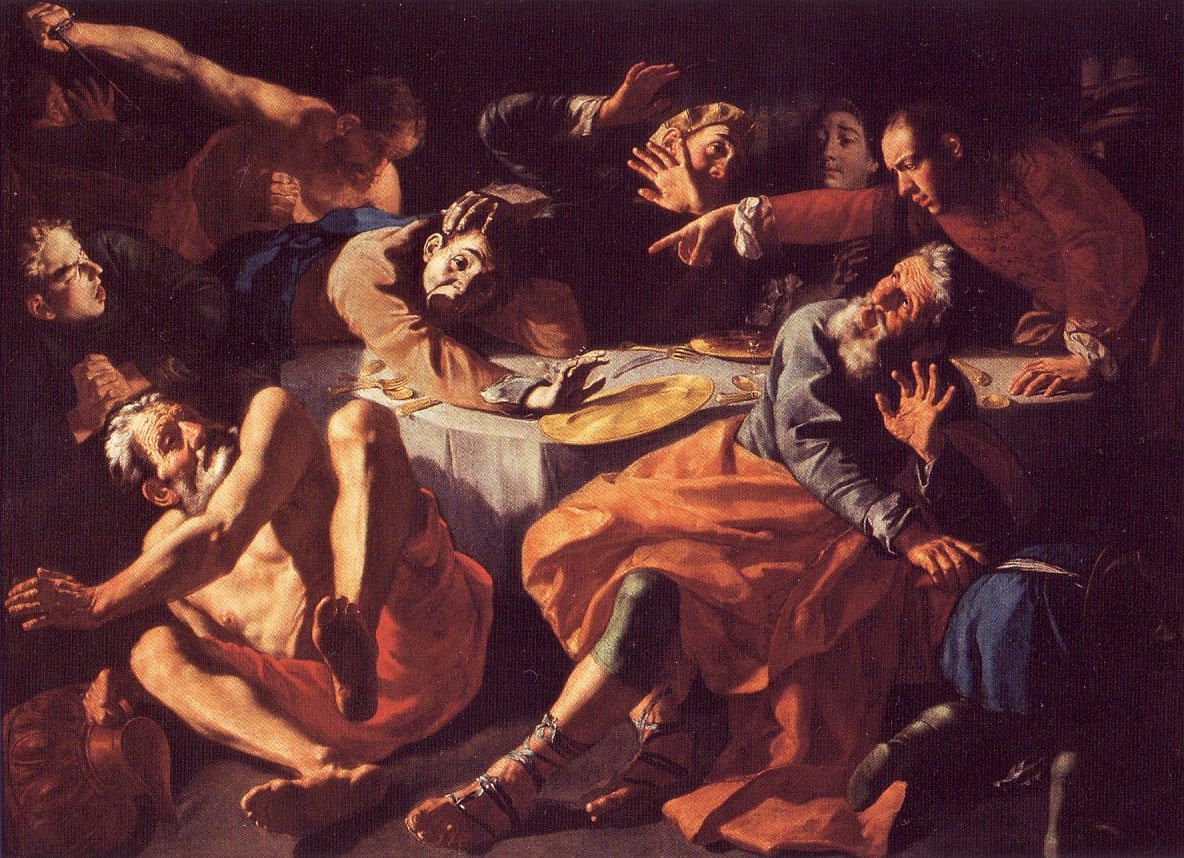
Zamordowanie Amnona podczas uczty Absalona